# Claudio Fava
Giovanni Giuseppe Claudio Fava (Catania, 15 aprile 1957) è un ex politico, giornalista, sceneggiatore e scrittore italiano.
Già coordinatore nazionale del movimento Sinistra Democratica, ex europarlamentare e deputato della Repubblica, è stato coordinatore della Segreteria nazionale di Sinistra Ecologia Libertà.

## Biografia
Laureato in Giurisprudenza e in Storia, padre di due figli, in gioventù ha avuto un breve passaggio nella nazionale giovanile di pallanuoto.
Giornalista professionista dal 1982, ha lavorato a I Siciliani, fondato dal padre Giuseppe Fava, assassinato dalla mafia il 5 gennaio 1984 a Catania. Fino al 1986 ha continuato l'opera del padre raccogliendo la direzione de I Siciliani. Ha successivamente lavorato come inviato per il Corriere della Sera, Il Mattino, L'Espresso, l'Europeo, Avvenimenti e la Rai, in Italia e dall'estero.
Nel 1991 è autore del libro "La mafia comanda a Catania 1960/1991" con prefazione di Nando dalla Chiesa ed ha vinto il premio Europa, assegnato al migliore giornalista del mese, per i suoi reportage sugli scontri a Mogadiscio e sulla fuga di Siad Barre dalla Somalia.

### Attività politica

#### L'esperienza con La Rete

##### Deputato all'Assemblea Regionale Siciliana
Nel 1991, con Leoluca Orlando, è tra i fondatori de La Rete, movimento per il quale alle elezioni regionali in Sicilia del 1991 è eletto deputato all'Assemblea Regionale Siciliana con 19.269 preferenze, in provincia di Catania.

##### Elezione a deputato
Alle elezioni politiche del 1992 viene eletto alla Camera dei deputati, sempre tra le file de La Rete, nella circoscrizione di Catania (comprendente le province di Catania, Messina, Siracusa, Ragusa, Enna), ottenendo 44.642, dimettendosi contemporaneamente dall'ARS.
Alle elezioni amministrative del 1993 viene candidato a sindaco di Catania, sostenuto da La Rete e Rifondazione Comunista, ma viene sconfitto al ballottaggio da Enzo Bianco (allora esponente del Partito Repubblicano Italiano) alla guida di una coalizione di centro-sinistra.
Alle elezioni politiche del 1994 viene ricandidato alla Camera nel collegio uninominale di Catania-Picanello, sostenuto dall'Alleanza dei Progressisti in rappresentanza de La Rete, dove ottiene il 34,95% dei voti venendo tuttavia sconfitto da Giuseppe Palumbo (candidato del Polo del Buon Governo, che ottiene il 55,35%).
A luglio 1994 abbandona La Rete, accusando il leader Leoluca Orlando di voler puntare troppo sul voto moderato all'interno del recinto di matrice cattolica, e aderisce al movimento Italia Democratica di Nando dalla Chiesa.
Alle elezioni politiche del 1996 viene nuovamente ricandidato alla Camera nel collegio uninominale di Molfetta, sostenuto da L'Ulivo in rappresentanza di Italia Democratica, ottiene 41,90% e viene nuovamente sconfitto dallo sfidante Francesco Maria Amoruso (candidato del Polo per le Libertà, che ottiene il 51,65%).

#### Segretario dei DS siciliani ed europarlamentare
Nel febbraio 1999 Walter Veltroni, neo-segretario dei Democratici di Sinistra, lo vuole segretario regionale del partito in Sicilia e capolista alle elezioni europee del 1999, dove viene eletto europarlamentare. In effetti Fava diverrà, non senza polemiche, Segretario regionale dei DS (dal marzo 1999 fino al giugno 2001), e membro della Direzione Nazionale dei DS. Fava ha incrociato l'attività professionale con l'impegno politico all'insegna dell'antimafia, ricevendo diverse volte minacce di morte.
Con Monica Zapelli e Marco Tullio Giordana ha curato la sceneggiatura del film I cento passi che racconta la vita e l'omicidio di Peppino Impastato vincendo nel 2000 il Premio Osella per la migliore sceneggiatura alla Mostra del Cinema di Venezia e nel 2001 il David di Donatello per la migliore sceneggiatura ed il Nastro d'Argento alla migliore sceneggiatura.
Alle elezioni amministrative del 2003 si candida alla presidenza della Provincia di Catania, sostenuto da tutto il centro-sinistra tranne lo SDI, ha ottenuto il 31,3% dei consensi ed è risultato sconfitto dal candidato del centro-destra Raffaele Lombardo.
Alle elezioni europee del 2004 è rieletto deputato al Parlamento europeo per la lista di Uniti nell'Ulivo, nella circoscrizione isole, ricevendo 222.516 preferenze e si riscrive al Gruppo del Partito del Socialismo Europeo. È stato vicepresidente della Commissione per lo sviluppo regionale; membro della Commissione per gli affari esteri; della Commissione per la pesca; della Commissione per le libertà civili, la giustizia e gli affari interni; della Sottocommissione per i diritti dell'uomo; della Delegazione per le relazioni con i paesi della Comunità andina; della Delegazione all'Assemblea parlamentare paritetica ACP-UE.
Al IV Congresso Nazionale dei Democratici di Sinistra aderisce alla mozione presentata da Fabio Mussi e, nel maggio del 2007, aderisce a Sinistra Democratica.
Assieme a Domenico Starnone e Stefano Bises, ha curato la sceneggiatura della fiction Il capo dei capi sul boss mafioso Totò Riina, andata in onda nel 2007.

#### Da Sinistra Democratica a SEL
Alle elezioni politiche del 2008 è candidato al Senato della Repubblica, in Sicilia, come capolista de La Sinistra l'Arcobaleno, non venendo tuttavia eletto per via del mancato raggiungimento della soglia di sbarramento regionale dell'8%.
Il 10 maggio 2008, in seguito alle dimissioni di Fabio Mussi dovute alla sconfitta elettorale de La Sinistra l'Arcobaleno, Fava diventa il nuovo Coordinatore nazionale di Sinistra Democratica.
Alle elezioni amministrative del 2008 si candida da capolista al consiglio comunale di Catania, ottenendo 173 preferenze e non venendo eletto.
Assieme a Monica Zapelli e Giorgio Mariuzzo, ha curato la sceneggiatura della fiction Enrico Mattei - L'uomo che guardava al futuro andata in onda nel 2009.

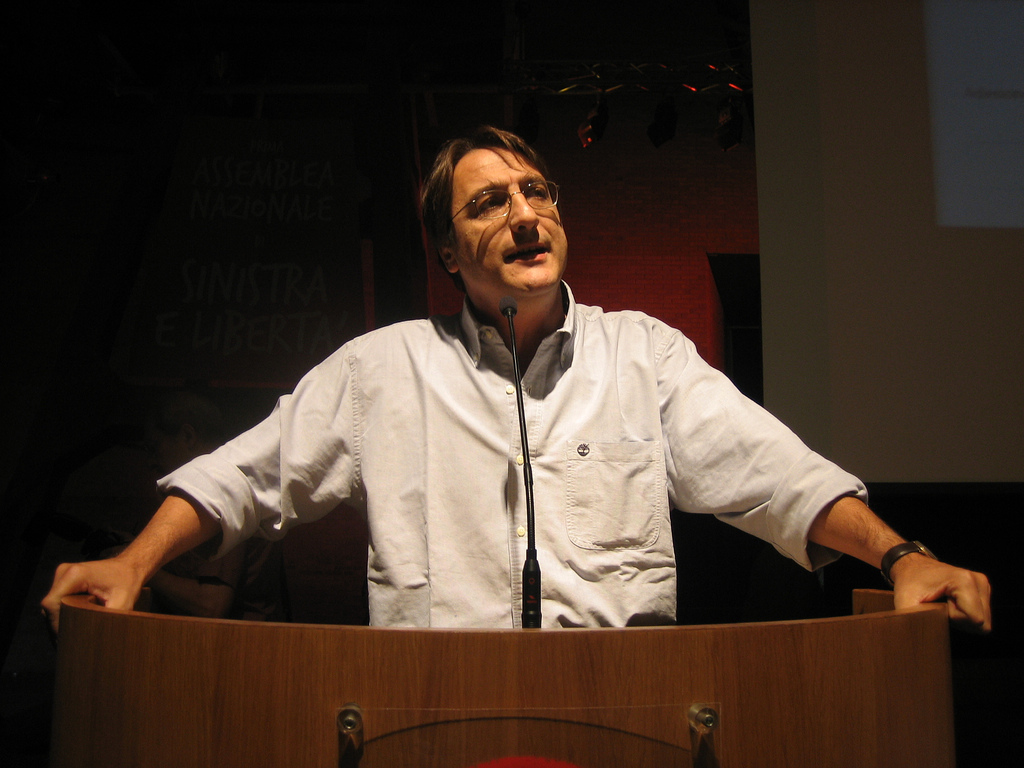
Claudio Fava interviene nel 2009 all'assemblea nazionale di Sinistra e Libertà.

Nel maggio 2009 l'Economist, attraverso il suo settimanale European Voice, lo ha eletto eurodeputato dell'anno per il lavoro svolto come relatore nella Commissione d'inchiesta del Parlamento Europeo sulle "extraordinary renditions" della CIA nella lotta al terrorismo internazionale.
Alle elezioni europee del 2009 è candidato al Parlamento europeo, nelle circoscrizioni Italia nord-occidentale, Italia centrale e Italia insulare, con la lista di Sinistra e Libertà. Raccoglie rispettivamente 16.450, 25.586 e 17.436 preferenze ma non viene eletto, in quanto la lista non supera la soglia di sbarramento nazionale del 4%.
Con lo scioglimento di Sinistra Democratica, avvenuto nel 2009, aderisce a Sinistra Ecologia Libertà il neonato partito di Nichi Vendola, divenendo Coordinatore della segreteria nazionale.
Nell'estate del 2012 annuncia la propria candidatura alla presidenza della Regione Siciliana ottenendo l'appoggio di Federazione della Sinistra, Sinistra Ecologia Libertà, Italia dei Valori e Federazione dei Verdi. In settembre però è costretto a rinunciare non avendo effettuato il cambio di residenza entro il termine di 45 giorni prima delle elezioni richiesto dalla legge regionale siciliana. Al suo posto la coalizione candida Giovanna Marano.

##### Rielezione alla Camera
Alle elezioni politiche del 2013 è candidato alla Camera dei deputati, nella circoscrizione Lombardia 1, come capolista di Sinistra Ecologia Libertà, venendo eletto deputato della XVII Legislatura. Torna così alla Camera dopo più di vent'anni dalla prima esperienza parlamentare.
A marzo 2013 aderisce al progetto Riparte il futuro firmando la petizione che ha lo scopo di revisionare la legge anti-corruzione modificando la norma sullo scambio elettorale politico-mafioso (416 ter) entro i primi cento giorni di attività parlamentare. Il 22 ottobre 2013 viene eletto vicepresidente della Commissione parlamentare antimafia.
Il 23 giugno 2014 segue la scissione del Capogruppo alla Camera dei Deputati di SEL Gennaro Migliore, dichiarandosi contrario al progetto di una sinistra radicale su modello della Lista Tsipras a discapito di una adesione al Partito Socialista Europeo e soprattutto alla linea di opposizione nei confronti del governo Renzi per favorire invece un contributo al processo riformista dell'Esecutivo guidato dal Segretario del Partito Democratico; lo stesso giorno passa al gruppo misto, all'interno del quale il 7 luglio 2014 aderisce alla componente costituita dagli altri fuoriusciti di SEL "Libertà e Diritti - Socialisti Europei (LED)".
Il 17 novembre 2014 non aderisce tuttavia, come invece Gennaro Migliore e gli altri fuoriusciti di SEL, al Partito Democratico; aderisce invece come indipendente alla componente del gruppo misto "Partito Socialista Italiano (PSI)-Liberali per l'Italia (PLI)".
Il 3 novembre 2015 torna come indipendente nel gruppo parlamentare di SEL (nel frattempo divenuto Sinistra Italiana-Sinistra Ecologia Libertà), senza però reiscriversi a SEL.
Nel febbraio 2017 deposita un disegno di legge che prevedeva il divieto per i militari di iscriversi alle logge massoniche secondo quanto previsto dalla Costituzione, l'obbligo di rendere pubblici gli elenchi degli iscritti e l'obbligo per i parlamentari neoeletti di certificare la propria affiliazione entro mesi dall'esito referendario.

Il 28 febbraio dello stesso anno, assieme ai fuoriusciti dal PD e ad alcuni colleghi di SEL, aderisce a Articolo 1 - Movimento Democratico e Progressista, il neonato movimento politico di Pier Luigi Bersani e Roberto Speranza.
L'11 aprile 2017 si fa promotore di una legge concernente limiti e dichiarazioni di soggetti appartenenti a gruppi associativi, massonici e similari.

#### Candidatura alla presidenza della Regione Siciliana
Il 4 settembre 2017 viene ufficializzata la sua candidatura a Presidente della Regione siciliana, sostenuto da una coalizione di sinistra, composta da Articolo 1 - MDP, Sinistra Italiana, Possibile, Rifondazione Comunista e Verdi, con una nota congiunta firmata assieme ad Ottavio Navarra, inizialmente indicato come candidato da alcuni partiti. Il 5 ottobre presenta ufficialmente la candidatura alle elezioni regionali in Sicilia del 2017, venendo sostenuto dalla lista Cento Passi per la Sicilia, che federa al proprio interno tutti i partiti che hanno sostenuto la sua candidatura.
Alle elezioni del 5 novembre 2017 Fava come candidato presidente ottiene il 6,10%, mentre la lista Cento passi per la Sicilia ottiene il 5,20% (100.583 voti) e un seggio, spettante proprio allo stesso Fava. Viene quindi eletto deputato regionale all'ARS.

#### Deputato all'Assemblea Regionale Siciliana
Il 15 dicembre 2017 si insedia come deputato all'Assemblea Regionale Siciliana.
Per tale motivo il 9 gennaio 2018 si dimette per incompatibilità dalla carica di deputato nazionale; gli subentra Valentina La Terza.
Il 16 maggio 2018 viene eletto Presidente della Commissione Antimafia dell'ARS.
Il 4 ottobre 2018 viene approvata la cosiddetta legge Fava in base alla quale i parlamentari della Regione Siciliana devono dichiarare la loro eventuale appartenenza ad associazioni di tipo massoniche.
In vista delle regionali del 2022 si candida alle primarie del centro-sinistra arrivando terzo con quasi 7.000 voti dietro a Caterina Chinnici del PD e a Barbara Floridia del Movimento 5 Stelle. Alle regionali del 25 settembre Fava corre come capolista di Cento Passi per la Sicilia (lista che include Articolo Uno, Sinistra Italiana ed Europa Verde) nella circoscrizione di Catania a sostegno di Caterina Chinnici  ma dopo il risultato deludente conseguito alle regionali del 25 settembre 2022 (2,97% con la Chinnici che si piazza terza), e la sua non rielezione all'Ars, decide di lasciare la politica

### Caso Antoci
Nella notte tra il 17 e il 18 maggio 2016, Giuseppe Antoci presidente del Parco dei Nebrodi scampò a un agguato di un gruppo di uomini armati grazie all'intervento delle sue guardie del corpo, i cui mandanti ed esecutori sono rimasti ignoti, divenuto oggetto di lavoro d’indagine della Commissione regionale antimafia guidata da Fava. Nell'ottobre 2019 la commissione ha depositato la relazione finale di quell'indagine formulando tre ipotesi su quell'agguato all'ex presidente del Parco dei Nebrodi: un attentato mafioso fallito, un atto puramente dimostrativo, una simulazione, con Antoci comunque vittima in ognuno dei tre casi.
Questa relazione ha portato numerose critiche a Claudio Fava, anche da organi interni dello stato. Il giovedì 20 febbraio venne trasmessa su Italia 1, l'intervista de Le Iene di Gaetano Pecoraro che il presidente della Commissione antimafia della regione Sicilia ha definito "un'aggressione verbale". Pecoraro e Le Iene replicarono a Fava ipotizzando un'opera di "mascariamento".

## Opere

### Saggi
- La mafia comanda a Catania. 1960-1991, Roma-Bari, Laterza, 1991, ISBN 88-420-3811-3.
- Terra di nessuno. Viaggio attraverso le guerre dimenticate, Roma-Bari, Laterza, 1992, ISBN 88-420-4104-1.
- Cinque delitti imperfetti. Impastato, Giuliano, Insalaco, Rostagno, Falcone, Milano, A. Mondadori, 1994, ISBN 88-04-37905-7.
- Sud. L'Italia dimenticata dagli italiani, Milano, A. Mondadori, 1995, ISBN 88-04-40065-X.
- Quei bravi ragazzi, Milano, Sperling & Kupfer, 2007, ISBN 978-88-200-4414-5.
- I disarmati. Storia dell'antimafia, Milano, Sperling & Kupfer, 2009, ISBN 978-88-200-4687-3.
- Comprati e venduti. Storie di giornalisti, editori, padrini, padroni, Torino, Add, 2016, ISBN 978-88-6783-129-6.

### Romanzi
- Nel nome del padre, Milano, Baldini & Castoldi, 1996, ISBN 88-8089-129-4.
- Il mio nome è Caino, Milano, Baldini & Castoldi, 1997, ISBN 88-8089-659-8.
- La notte in cui Victor non cantò, Milano, Baldini & Castoldi, 1999, ISBN 88-8089-529-X.
- Teresa, Milano, Feltrinelli, 2011, ISBN 978-88-07-01846-6.
- Mar del Plata, Torino, Add, 2013, ISBN 978-88-6783-003-9.
- Il giuramento, Torino, Add, 2019, ISBN 978-88-6783-228-6.
- L'Isola, Fandango (assieme a Michele Gambino)
- Centoventisei, Mondadori (assieme a Ezio Abate)

### Cinematografia
- con Marco Tullio Giordana e Monica Zapelli, I cento passi, Milano, Feltrinelli, 2001, ISBN 88-07-81650-4.

## Filmografia

### Sceneggiatore

#### Cinema
- I cento passi, regia di Marco Tullio Giordana (2001)

#### Televisione
- Il capo dei capi – miniserie TV, 6 puntate (2007)
- Enrico Mattei - L'uomo che guardava al futuro – miniserie TV, 2 puntate (2009)
- Il clan dei camorristi – serie TV, 8 episodi (2013)
- Non è mai troppo tardi – miniserie TV, 2 puntate (2014)
- Le mani dentro la città – serie TV, 12 episodi (2014)
- Prima che la notte, regia di Daniele Vicari, (2018)
- L'ora, serie TV (2022)

## Teatro
- I fiori di Bogotá[52]
- Il mio nome è Caino[53]
- L'istruttoria. Studio drammatico sugli atti del processo in morte di Giuseppe Fava[54]
- Il volo[55]
- Lavori in corso[56]
- Novantadue
- Il giuramento[57]
- L'ultima estate
- Tina & Alfonsina
- Centoventisei
- La grande menzogna (ha firmato anche la regia)
- Vangelo secondo Giuda (ha curato la regia e la riduzione dal testo di Giuseppe Fava)